# Provincia de Contumazá
La provincia de Contumazá es una de las trece que conforman el departamento de Cajamarca en el norte del Perú. Limita por el norte con la provincia de San Miguel y la provincia de San Pablo, por el este con la provincia de Cajamarca y por el sur y por el oeste con el departamento de La Libertad.
Desde el punto de vista jerárquico de la Iglesia católica, forma parte de la diócesis de Cajamarca, sufragánea de la arquidiócesis de Trujillo.

## Historia
La provincia de Contumazá fue creada mediante ley del 20 de agosto de 1872, en el gobierno del presidente Manuel Pardo y Lavalle.

## Geografía
La provincia tiene una extensión de 2070,33 km².

## División administrativa

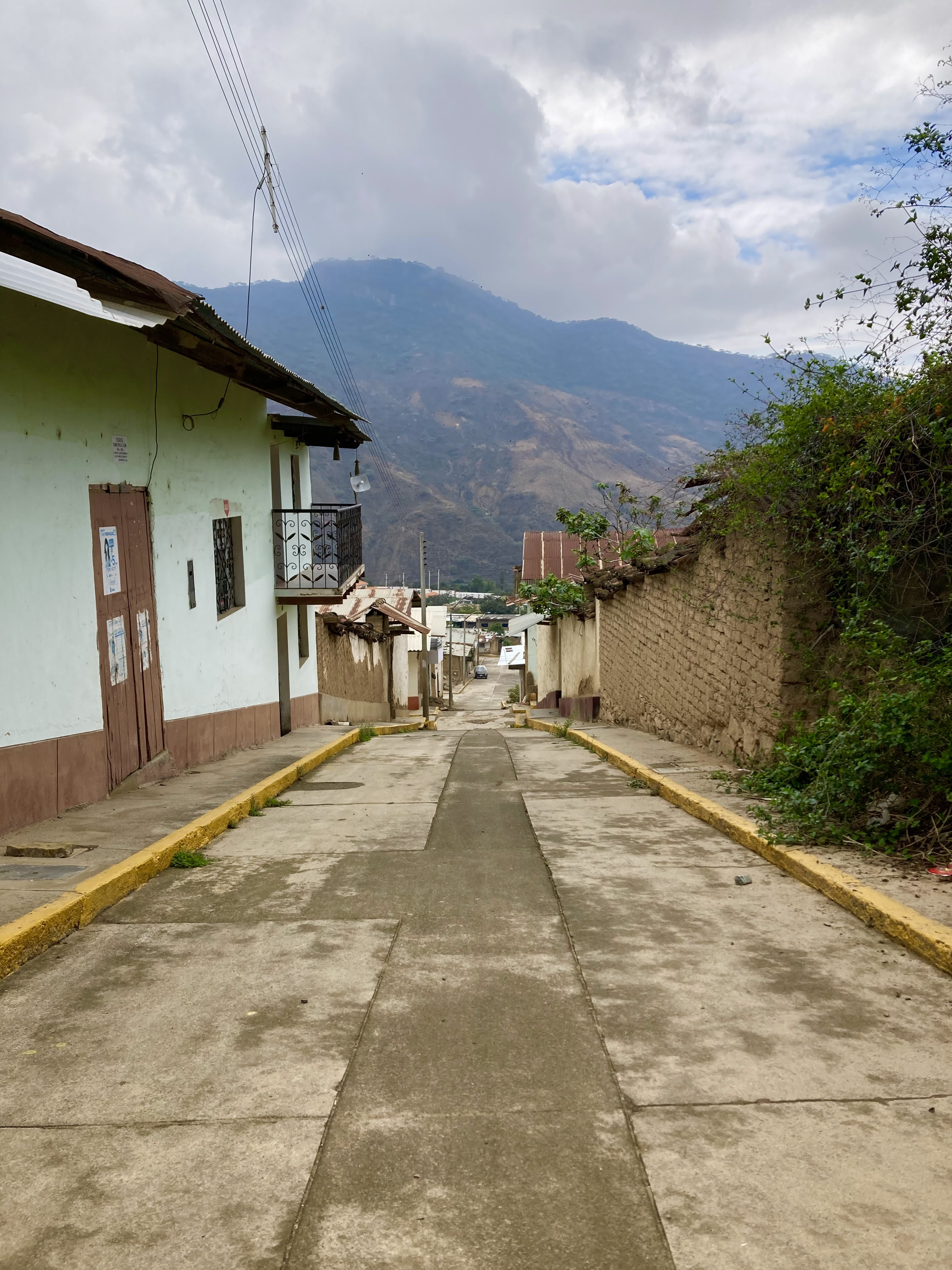
Calle de San Benito

Se divide en ocho distritos:
1. Contumazá
2. Chilete
3. Cupisnique
4. Guzmango
5. San Benito
6. Santa Cruz de Toledo
7. Tantarica
8. Yonán

## Población
La provincia tiene una población aproximada de 32 000 habitantes.
Siendo el distrito más poblado el de Yonán, con su capital, Tembladera, quien tiene ese curioso nombre porque, en la llegada de los españoles, se dio una epidemia de malaria, que tiene como característica temblores corporales.

## Capital
La capital de la provincia es la ciudad de Contumazá.

## Autoridades

### Regionales
- Consejero regional
  - 2019-2022:[2] Ernesto Samuel Vigo Soriano (Alianza para el Progreso)

### Municipales
- 2019-2022[2]
  - Alcalde: Óscar Daniel Suárez Aguilar, de Alianza para el Progreso.
  - Regidores:

  1. Ercules Gilver Mostacero Zocon (Alianza para el Progreso)
  2. Gilmer Humberto Leiva Cáceres (Alianza para el Progreso)
  3. Juanito Alejandro Lescano Castillo (Alianza para el Progreso)
  4. Rosa Susana Castillo Vergara (Alianza para el Progreso)
  5. Jhina Isamar Alcantara Díaz (Alianza para el Progreso)
  6. Segundo Belisario León León (Acción Popular)
  7. José Nicolás León Trujillo (Partido Aprista Peruano)

## Festividades
- 21 de septiembre: San Mateo, patrono de Contumazá.

## Personas destacadas.
- Santos Elías Alva Bazán: ingeniero mecánico de la Universidad Nacional de Ingeniería
- Victor Felipe Angulo Camacho: Historiador, escritor, maestro y exdiputado de la república
- Wálter Leonel Alva Alva: Arqueólogo y escritor
- Áurea Luz Alva León de Luna: Escritora, poeta y pintora
- Felipe Alva y Alva: Poeta, periodista, abogado y político
- Edmundo Murrugarra Florián: Profesor, sociólogo y exsenador de la república
- Segundo Castillo Obando: Profesor, escritor y poeta
- Marco Antonio Corcuera Díaz: Poeta, escritor y abogado
- Óscar Corcuera Florián: Poeta, pintor y abogado
- Óscar Corcuera Osores: Pintor y poeta
- Estuardo Deza Saldaña: Profesor, poeta, escritor y periodista
- Francisco Leonardo Deza Saldaña: Profesor, poeta, escritor y periodista
- Mario Florián Díaz: Poeta, narrador, ensayista e historiador
- Gilberto Plasencia Paredes: Compositor de música criolla
- Fidel de los Ángeles Zárate Plasencia: Escritor
- Díaz Bazán Mario Fernando: Docente y poeta, un hombre dedicado a sus alumnos y familia, de buena voluntad como todo contumacino. Poemas: El maestro, Adiós.
- Anselmo Gabriel Plasencia Díaz: Escritor, poeta y compositor